# معطف كبير

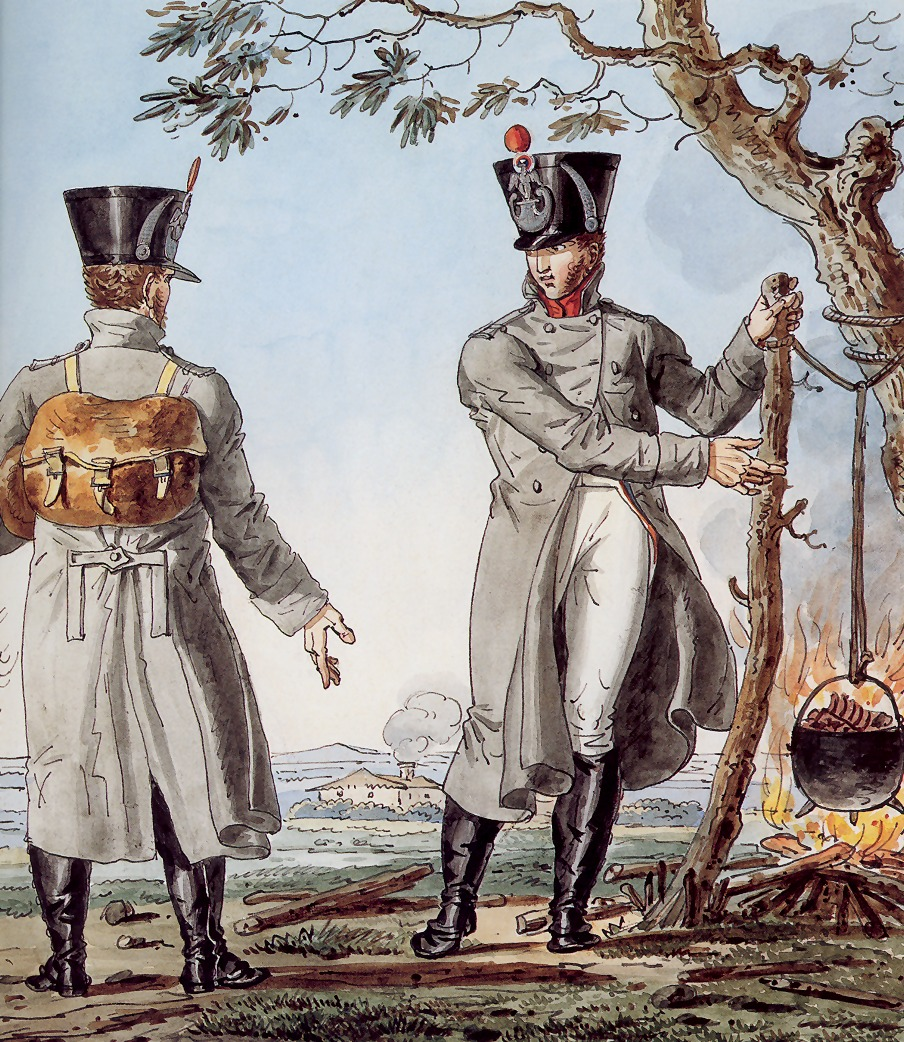
رسم يوضح ضباط أفراد مشاة للجيش العظيم يرتدون معاطف كبيرة.

المعطف الكبير، يعرف أيضا باسم watchcoat، هو غطاء كبير للبدن يصنع أساسا من الصوف يصمم لتدفئة وحماية الجسم ضد البرد القارص. ويمكن لياقة المعطف وكمية أن تحمي الوجه واليدين من البرد والمطر، بينما توفر الكتفية مزيدا من الدفء وتمنع المطر (إذا صنع المعطف من مواد تمنع امتصاص الماء).
خلال القرن 17 و18 والثورة الصناعية، أصبحت المعاطف الكبيرة متوفرة لكل طبقات المجتمع. كانت رائجة في القرن 19 كونها بذلة عسكرية للجيش ولباس عادي للموسرين، ولا تزال تستعمل في عدة جيوش حول العالم.

## معرض الصور

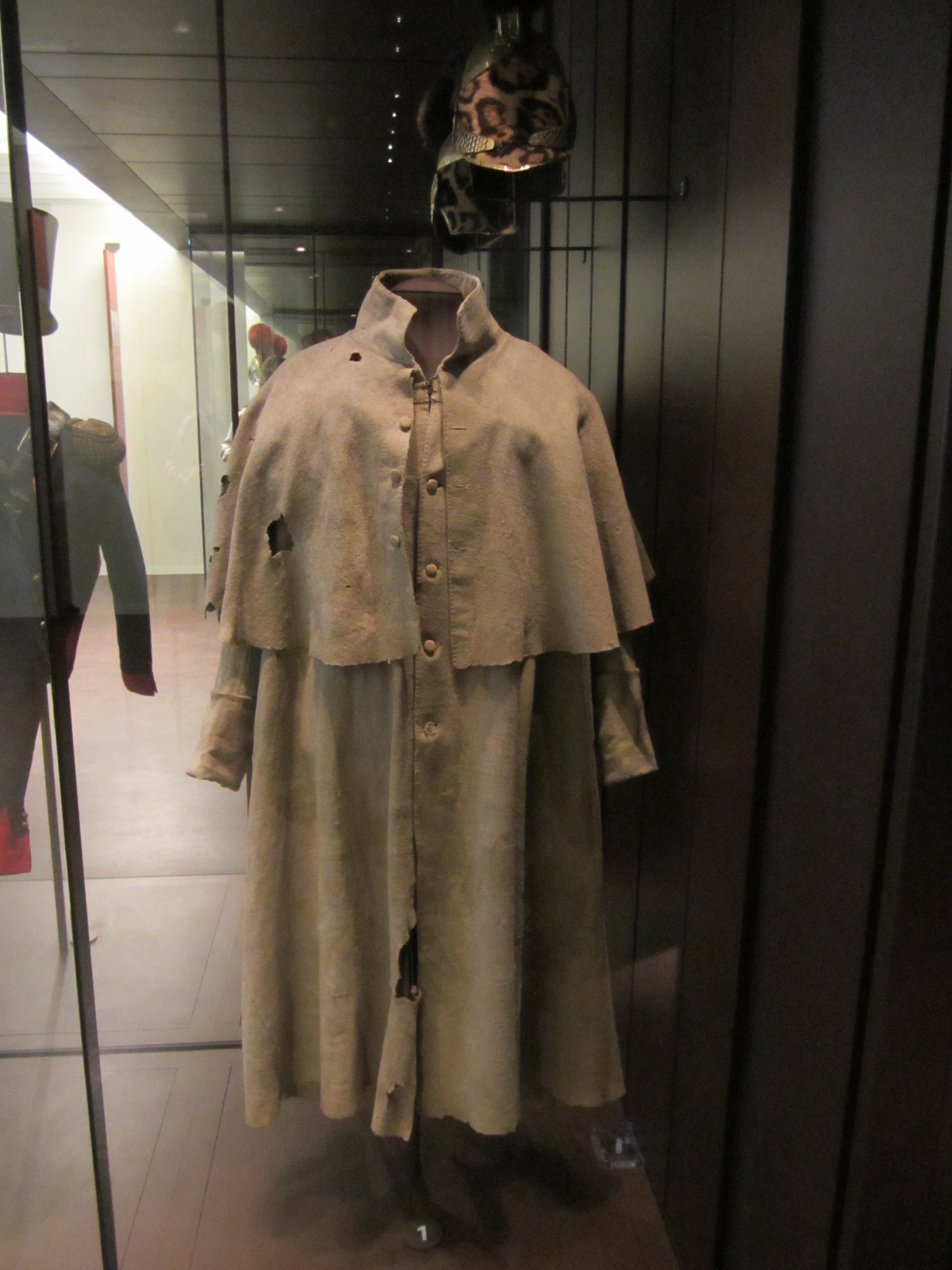
1812 French dragoon greatcoat with cloak
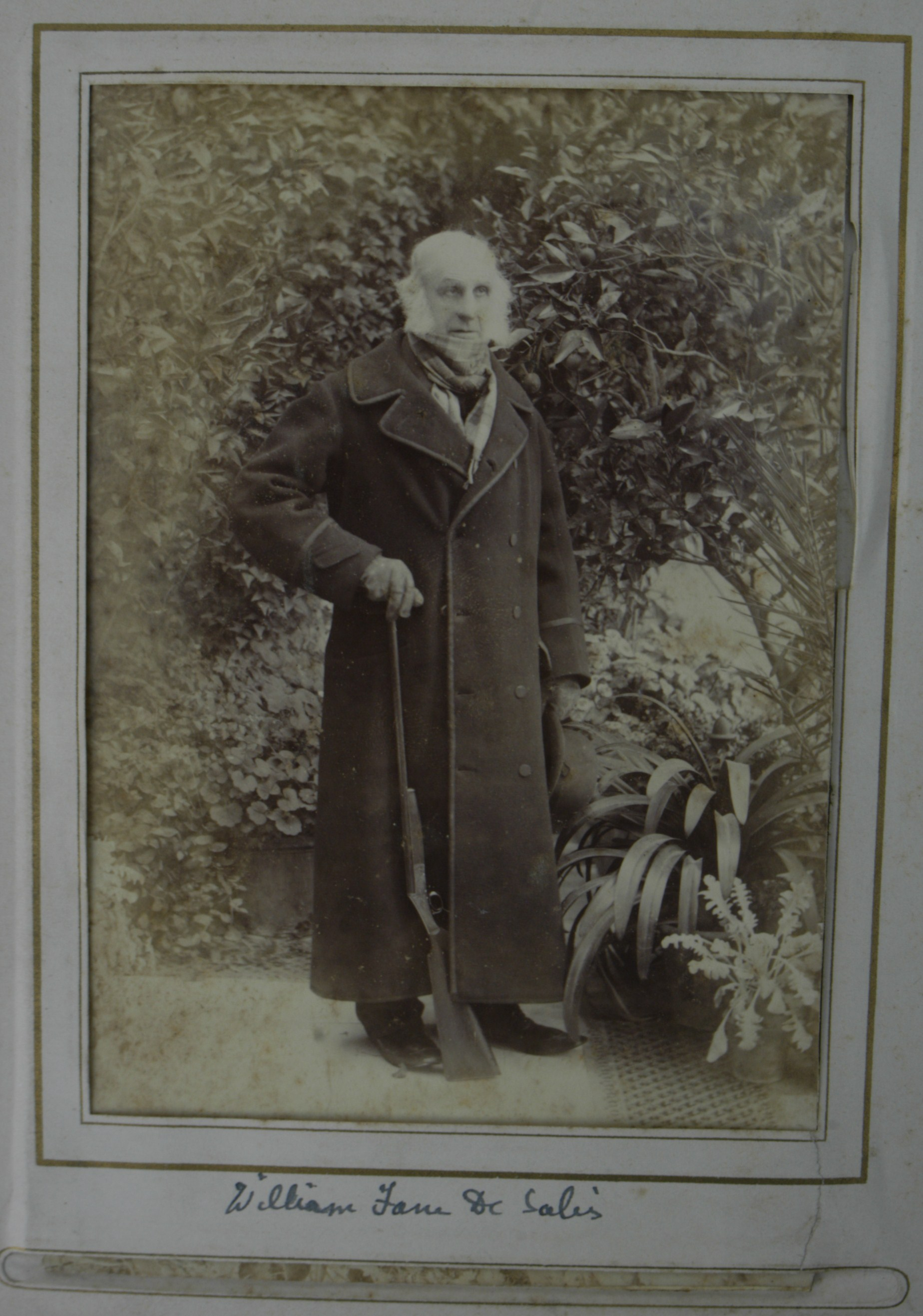
William Fane De Salis (1812-1896) with a shotgun, c. 1890, (Dawley Court, Middlesex, UK).
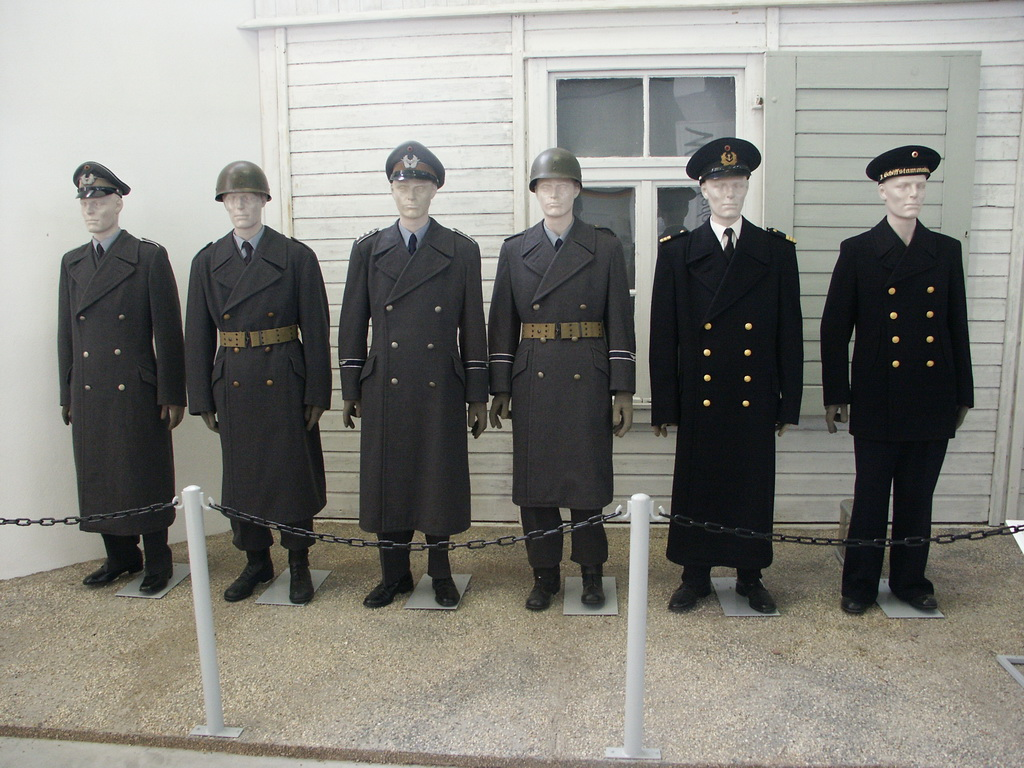
Post-World War II German greatcoats
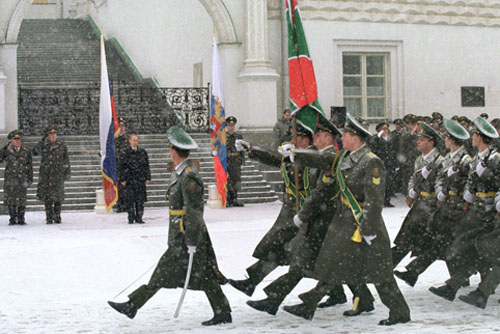
Greatcoats worn by Russian Border Guards being reviewed by President Vladimir Putin at a military parade
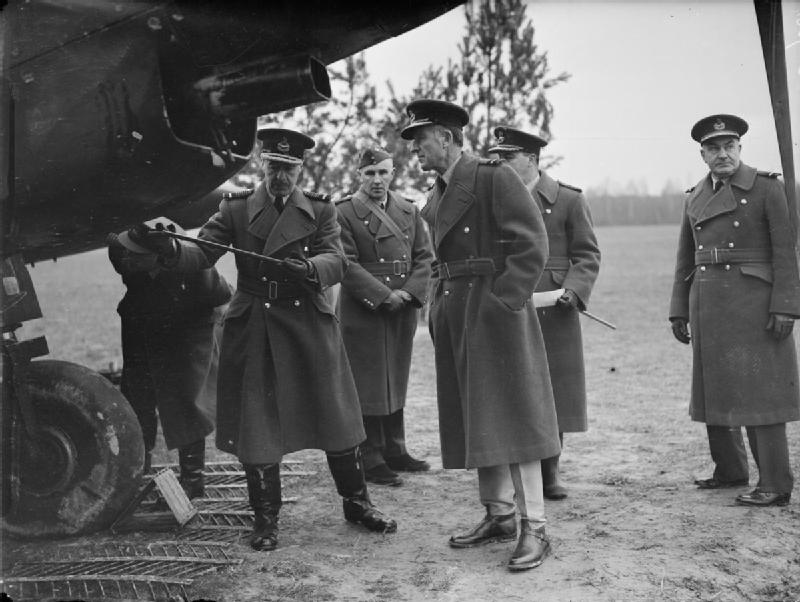
Royal Air Force officers wearing greatcoats, inspecting an aircraft in France
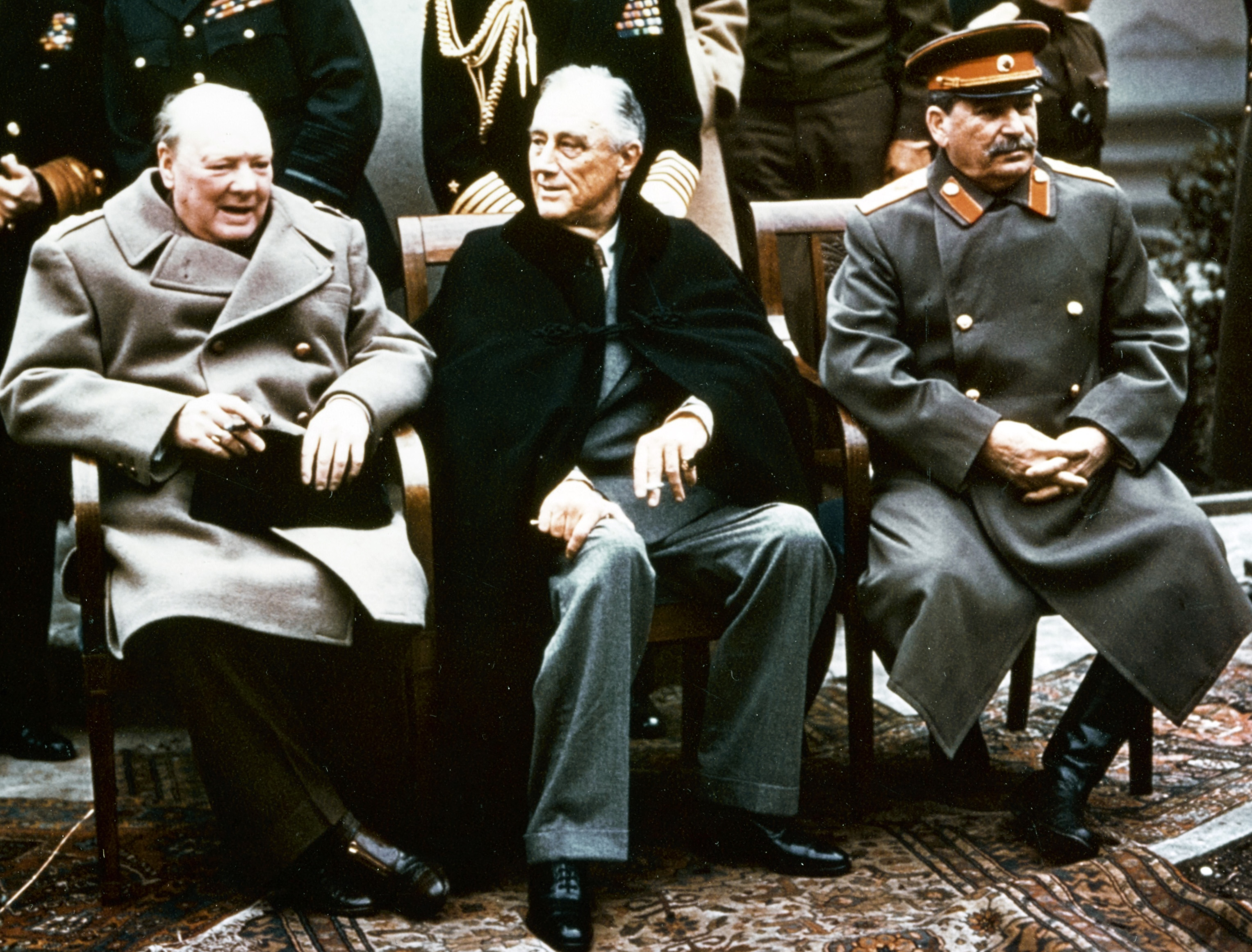
Joseph Stalin wearing a greatcoat at Yalta, 1945
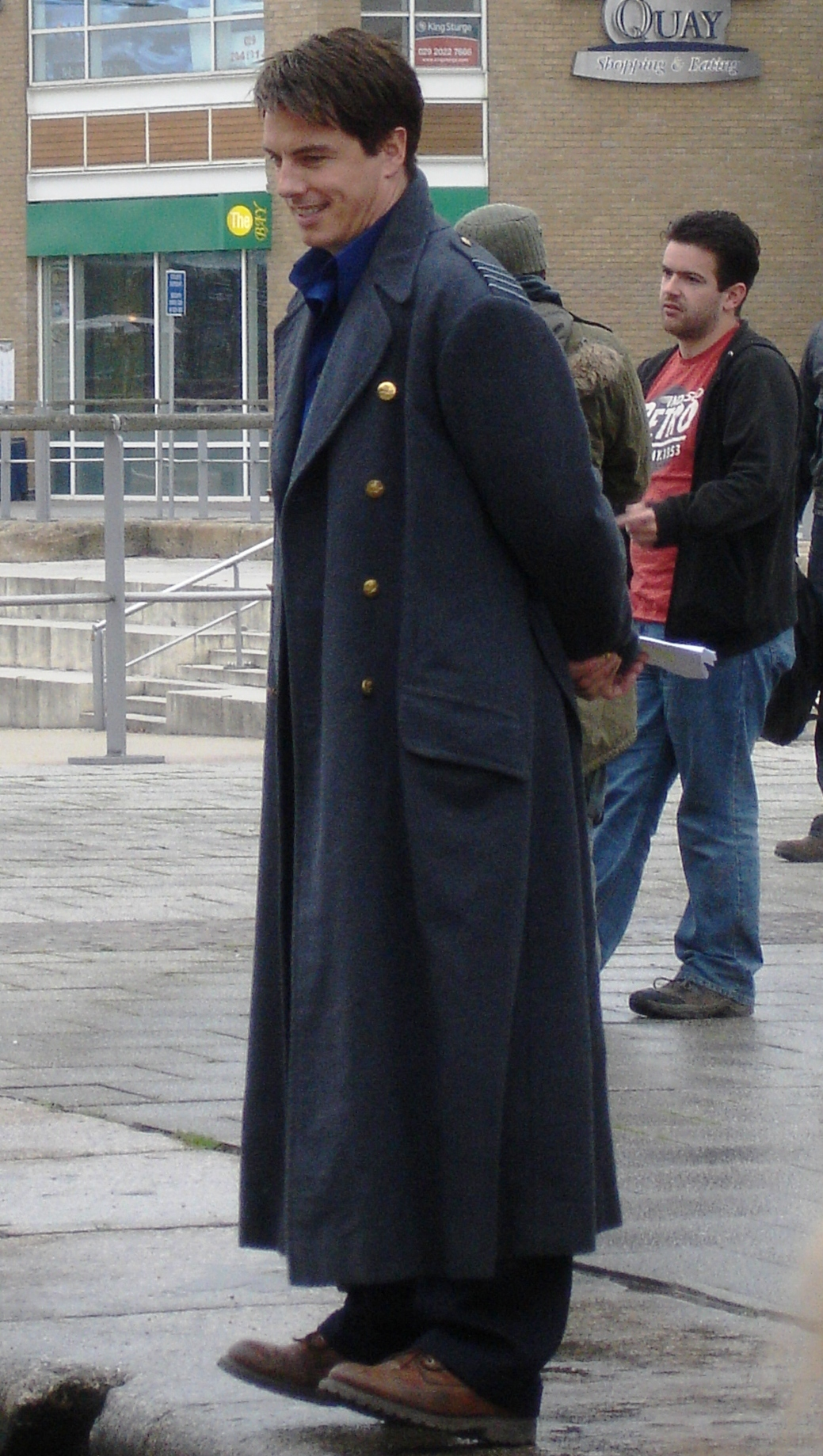
Fictional character Jack Harkness is known for wearing a greatcoat
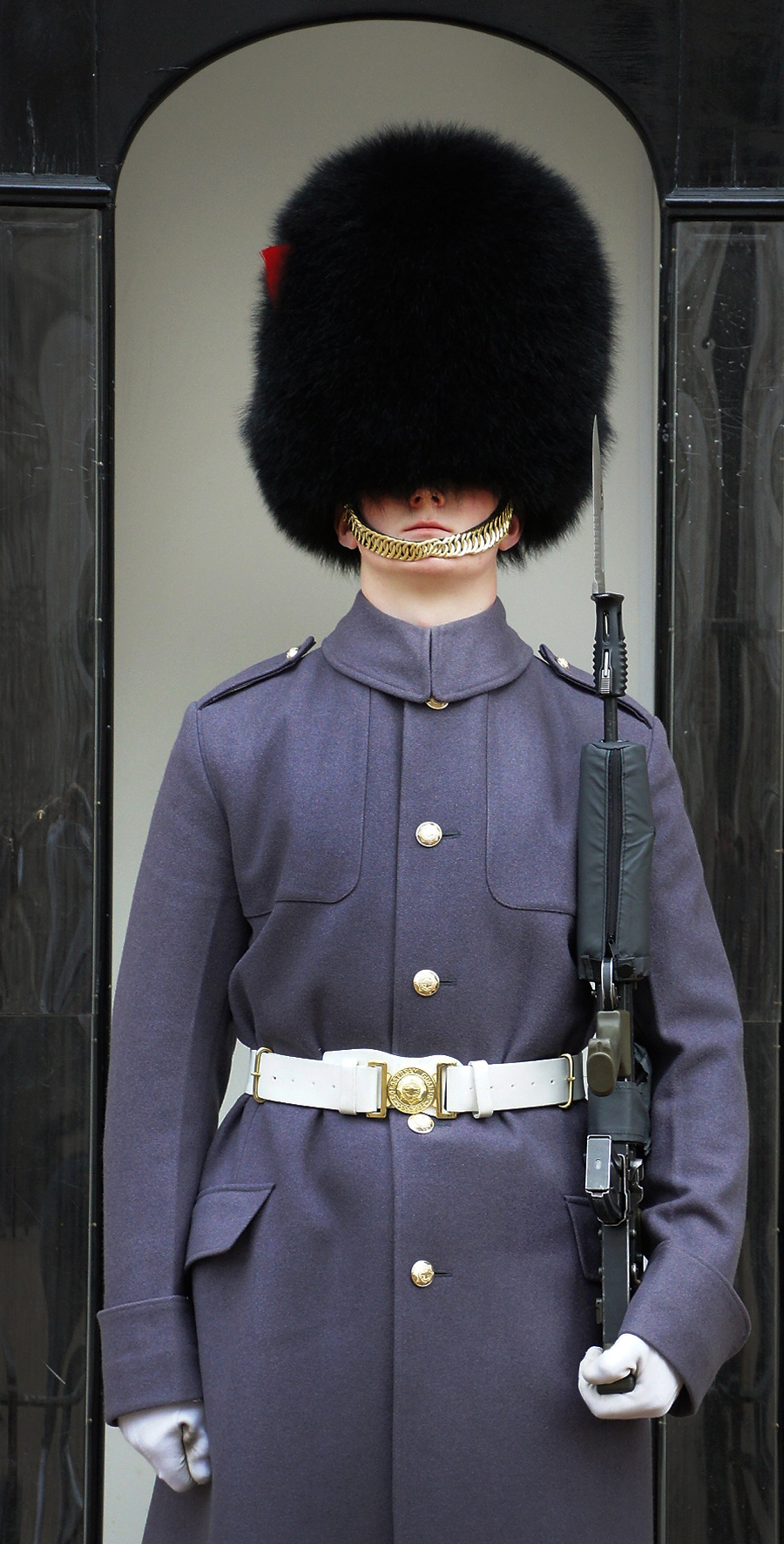
A sentry of the Coldstream Guards at the Tower of London in a greatcoat in December 2011